# Four Walls
Four Walls, in Nederland uitgebracht onder de titels Tussen vier muren en Binnen vier muren, is een film uit 1928 onder regie van William Nigh.

## Verhaal
Wanneer gangleider Benny de gevangenis in moet, neemt zijn oude vriend Monk de leiding en zijn vriendinnetje Frieda over. Eenmaal uit de gevangenis wil hij niets meer met beiden te maken hebben. Hij is gereformeerd en wordt onderhouden door de Godvrezende vriendin van zijn moeder. Frieda kan Benny echter niet laten gaan en probeert hem jaloers te maken door haar verloving met Monk aan te kondigen.

## Rolverdeling
| Acteur                 | Personage      |
| ---------------------- | -------------- |
| John Gilbert           | Benny          |
| Joan Crawford          | Frieda         |
| Vera Gordon            | Benny's moeder |
| Carmel Myers           | Bertha         |
| Louis Natheaux         | Monk           |
| Robert Emmett O'Connor | Sullivan       |
| Jack Byron             | Duke Roma      |